# Schrozberg
Schrozberg es una ciudad alemana perteneciente al distrito de Schwäbisch Hall de Baden-Wurtemberg.

## Localización
Se ubica sobre la carretera 290, a medio camino entre Bad Mergentheim y Crailsheim, unos 20 km al noreste de la capital distrital Schwäbisch Hall.

## Historia
Se conoce la existencia de la localidad de Schrozberg desde 1249. Schrozberg fue elevada a ciudad en 1973 cuando, como consecuencia de varias fusiones de municipios, se incluyó en su término municipal a la ciudad de Bartenstein, sede histórica del principado de Hohenlohe-Bartenstein. El territorio de la ciudad, definido por las fusiones de municipios entre 1972 y 1974, comprende, además de Schrozberg y Bartenstein, los pueblos de Ettenhausen, Leuzendorf, Riedbach, Schmalfelden y Spielbach.

## Demografía
A 31 de diciembre de 2017 tiene 5727 habitantes.